# Donna Leon – Reiches Erbe
Reiches Erbe ist ein deutscher Fernsehfilm von Sigi Rothemund aus dem Jahr 2014, der auf dem gleichnamigen Roman von Donna Leon basiert. Es handelt sich um die 20. Episode der ARD-Kriminalfilmreihe Donna Leon mit Uwe Kockisch als Commissario Guido Brunetti in der Hauptrolle.

## Handlung
Signora Altavilla ist laut Totenschein ihres Hausarztes durch Herzversagen aus dem Leben geschieden. Doch fallen einem Bestatter die Würgemale am Hals der Toten auf. Tatsächlich ist sie nicht eines natürlichen Todes gestorben. Commissario Brunetti ermittelt im Seniorenheim „Casa di Cura“, wo sie zuletzt ehrenamtlich arbeitete, und erfährt dort von den Bewohnern, dass sie den Pfleger Sergio Cuccetti kurz vor ihrem Tod des Betrugs beschuldigt hatte. Für Brunetti hat der Pfleger somit ein erstklassiges Mordmotiv. Doch der Staatsanwalt Salvatore Patta, Sohn von Brunettis Vorgesetztem Vice-Questore Patta, mischt sich permanent in die laufenden Ermittlungen ein, was die Arbeit und die Aufklärung an dem Mord der alten Dame massiv behindert.

## Hintergrund
Reiches Erbe wurde vom 14. September 2012 bis zum 20. November 2012 in Venedig und Umgebung gedreht. Die Erstausstrahlung auf Das Erste erfolgte am 1. Mai 2014 zur Hauptsendezeit.

## Kritik
Die Kritiker der Fernsehzeitschrift TV Spielfilm vergaben dem Film die bestmögliche Wertung, Daumen nach oben. Sie urteilten, der „anständig inszenierte Krimi über Einsamkeit, Armut und häusliche Gewalt“ sei „glaubwürdig, mit unerwartetem Ausgang“.